# یواس‌بی

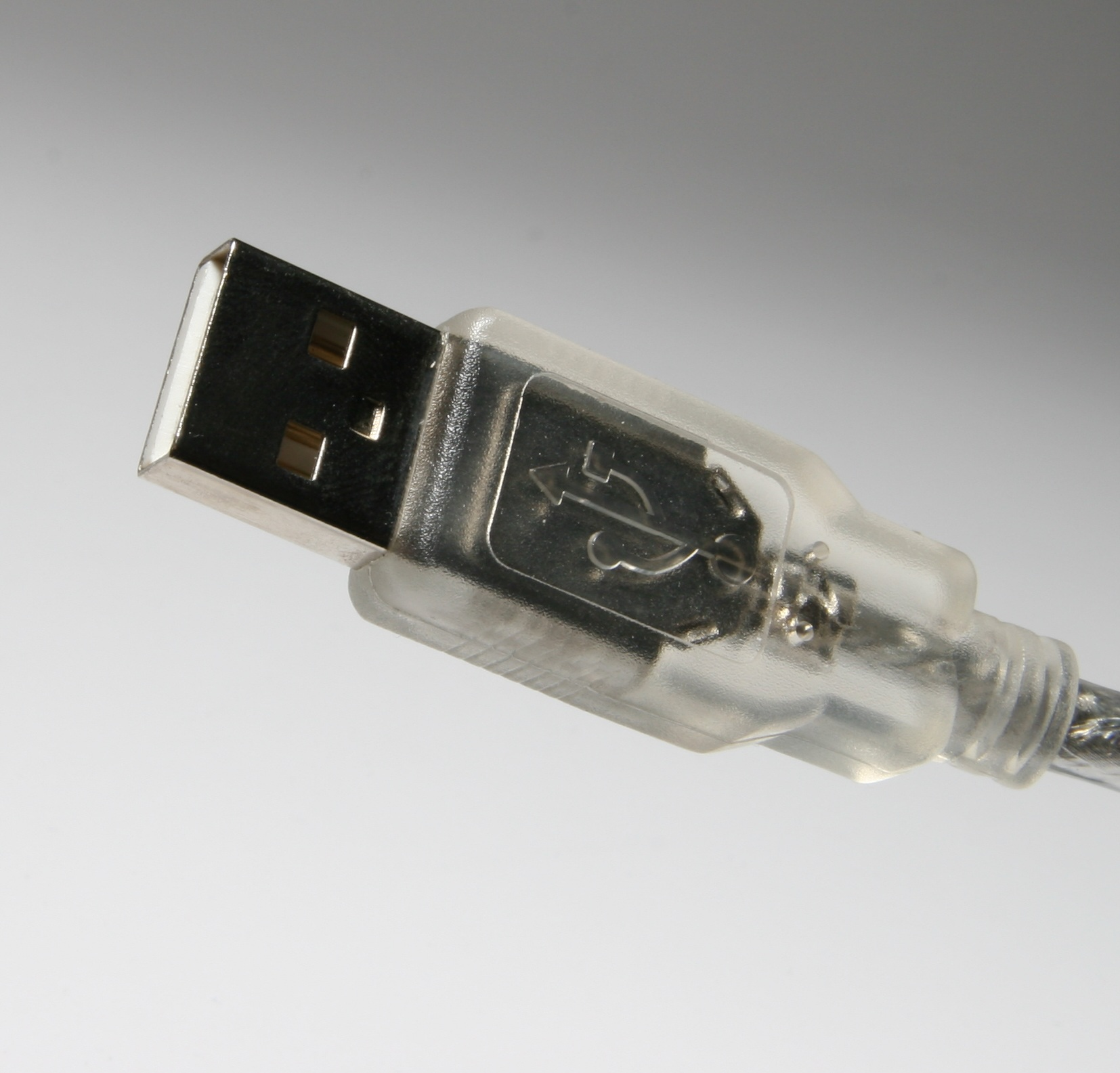
یک نمونه از سرکابل‌های درگاه همه‌گذر (نوع A) که بسیار رایج می‌باشد

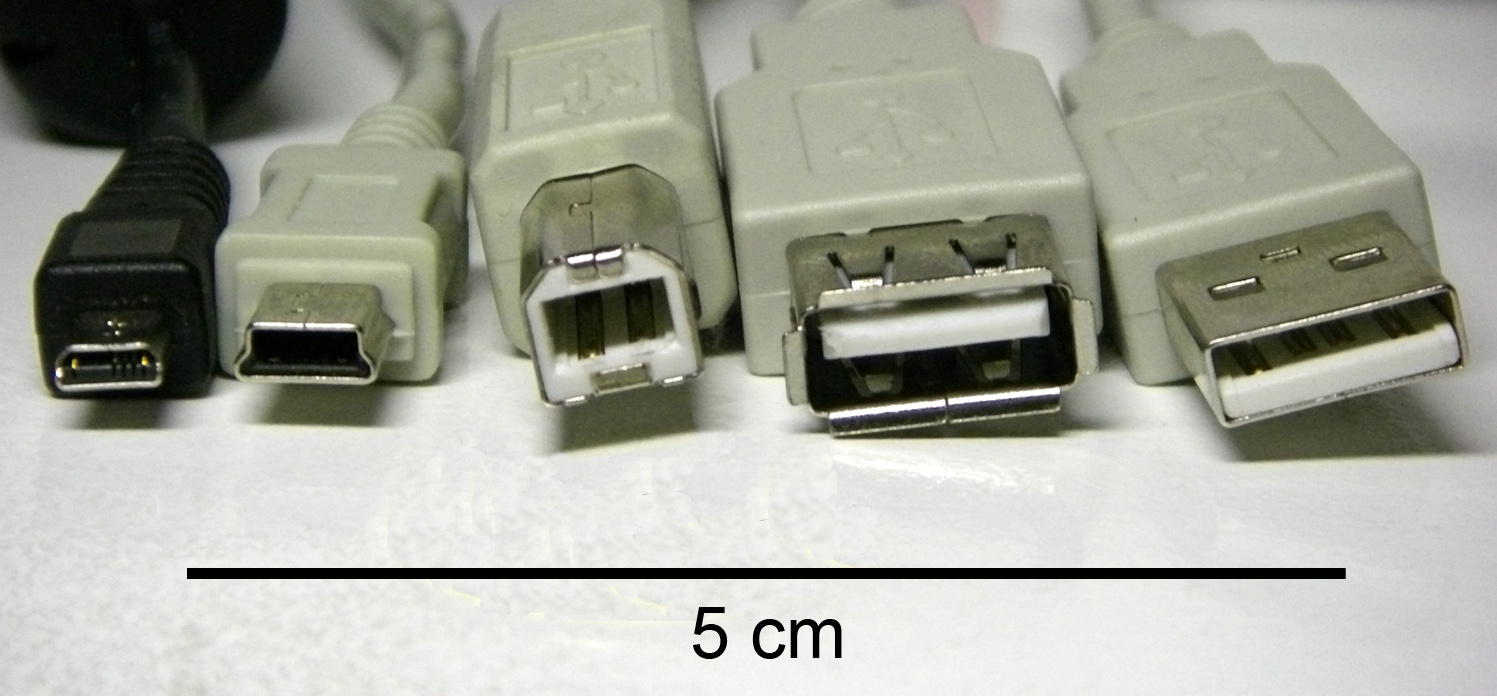
از چپ به راست، رابط ۸ پینی AGOX، پلاگ نوع Mini-B، پلاگ نوع B، سوکت نوع A و پلاگ نوع A

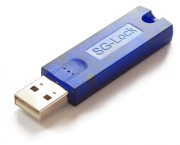
یک قفل سخت‌افزاری یواس‌بی

گذرگاه سریال عمومی (به انگلیسی: Universal Serial Bus) (اختصاری USB) یک استاندارد صنعتی است که در آن، کابل‌ها و پروتکل‌های ارتباطی گذرگاه (باس) برای اتصال، ارتباط و همچنین منبع تغذیه که بین کامپیوتر و دستگاه الکترونیکی به کار می‌رود تعریف شده‌است.
یو‌اس‌بی برای معیاری‌سازی ارتباط دستگاه‌های رایانه‌ای (همچون کیبرد، دستگاه اشاره‌ای، دوربین دیجیتال، چاپگر، مدیاپلیرهای قابل‌حمل، حافظه جانبی و راه‌انداز شبکه) به رایانه است (برای ارتباطات و همچنین تغذیه الکتریکی) آن. همچنین در دستگاه‌های دیگر مرسوم است، همچون گوشی‌های هوشمند و کنسول‌های بازی. یواس‌بی به‌طور مؤثری جایگزین بسیاری واسط‌های پیشین شده‌است. همچون درگاه سریال و درگاه موازی و همچنین شارژرهای مجزای دستگاه‌های قابل حمل.
به بیان دیگر این گذرگاه به دو منظور ابداع شد: اتصال تعداد زیادی سخت‌افزار جانبی، توسط یک درگاه استاندارد؛ بهبود قابلیت اتصال و اجرا
طراحی یواس‌بی از طریق Forum پیاده‌سازی یواس‌بی (یواس‌بی – IF) از یک هیئت معیاری‌صنعتی متشکل از شرکت‌های پیشرو در رایانه و صنایع الکترونیکی مورد معیار قرار گرفته‌ است.
اعضای قابل توجه این هیئت شامل Ager (تازه ادغام شده با تعاونی LSI), APPLE INC Hewlett. packard, Intel, Microsoft , NEC می‌شود.
مشخصات یواس‌بی۱٫۰ در سال ۱۹۹۴ معرفی شد. مقصود جایگزین نمودن تعدد متصل‌کننده‌ها در پشت رایانه‌های شخصی و نیز ساده کردن پیکر بندی نرم‌افزار دستگاه‌های ارتباطی بود. یواس‌بی۱٫۰ اصلی نرخ انتقال اطلاعاتی به میزان Mbit/s ۱۲ دارد.
یواس‌بی توسط یک گروه مرکزی از شرکت‌هایی که شامل Compaq, Intel IBM, DIGITAL , Microsoft و northern Tele com می‌شوند ایجاد شد. Intel کنترلگر میزبان UHCI را تولید و استک نرم‌افزاری را باز می‌کند. مایکروسافت استک نرم‌افزار یواس‌بی برای ویندوز و مؤسس OHCI با نیمه هادی ملی و کامپک تولید نمود. فیلیپس اخیراً یواس‌بی – Audio را تولید نمود و TI چیپ‌های هاب استفاده شده در حد وسیع را تولید نمود.
این پروتکل در سه نسخهٔ ۱٫۱، ۲٫۰ و ۳٫۰ ارائه شده‌است.

## تاریخچه
یواس‌بی در سال ۱۹۹۴ توسط یک گروه متشکل از ۷ شرکت توسعه داده شددیجیتال ایکویپ‌منت کورپوریشن، آی‌بی‌ام، اینتل، مایکروسافت، ان‌ای‌سی و نورتل.

## نسخه‌های یواس بی

### USB 0.7
اولین نسخه در ماه نوامبر سال ۱۹۹۴ ارائه شد.

### USB 0.8
دومین نسخه در ماه دسامبر سال ۱۹۹۴ ارائه شد.

### USB 0.9
سومین نسخه در ماه آپریل سال ۱۹۹۵ با سرعت ۱۲ مگابیت بر ثانیه ارائه شد.

### USB 0.99
چهارمین نسخه در ماه اوت سال ۱۹۹۵ ارائه شد.

### USB 1.0-RC
پنجمین نسخه در ماه نوامبر سال ۱۹۹۵ ارائه شد.

### USB 1.0
ششمین نسخه در سال ۱۹۹۶ در دو نوع ارائه شد.
- سرعت پایین (۱٫۵ مگابیت بر ثانیه)
- سرعت بالا (۱۲ مگابیت بر ثانیه)

### USB 1.1
هفتمین نسخه در سال ۱۹۹۸ با سرعت ۱۲ مگابیت بر ثانیه ارائه شد.

### USB[۶]2.0
هشتمین نسخه در سال ۲۰۰۰ با سرعت ۴۸۰ مگابیت بر ثانیه ارائه شد.

این نسخه سرعتی ۴۰ برابر نسخه‌های قبل داشت.

### USB 3.0
- نهمین نسخه در سال ۲۰۰۸ با سرعت ۵ گیگابیت بر ثانیه ارائه شد.

سرعت این نسخه ۱۰ برابر نسخه قبلی بود.
- یواس‌بی۳ پرسرعت با میزان ۵۰۰ GBit/S (625 MB / S) مشخصات این یواس‌بی توسط شرکت Intel و شرکای آن در اوت ۲۰۰۸ف طبق گزارش‌های جدید برگرفته از اخبار CNET منتشر شد.
- اولین تراشه‌های کنترل‌کننده یواس‌بی۳ در ماه مه۲۰۰۹ نمونه گرفته شده و محصولات با استفاده از خصوصیات ۳٫۰یواس‌بی جهت رسیدن به نسخه ۲۰۰۹ یا ۲۰۱۰ مورد انتظار قرار گرفتند.

مشخصات یواس‌بی ۳٫۰۱۷ نوامبر سال ۲۰۰۸ توسط گروه ارتقا دهنده یواس‌بی۳٫۰ منتشر شد. این یواس‌بی انتقالی بیش از ۱۰ برابر سریع تر از یواس‌بی ۲ داشته و یواس‌بی سوپر اسپید لقب داده می‌شود. تجهیزات منطبق با تمامی نسخه‌های استاندارد همچنین با دستگاه‌های تعیین شده با خصوصیات قبلی نیز کار می‌کند. سیستم یواس‌بی یک طراحی نا متقارن دارد که متشکل از میزبان، تعدد پورتهای یواس‌بی ورود به جایگاه مشتری (downstream)، و دستگاه‌های جانبی چند گانه متصل در پیکر بندی طبقه طبقه‌ای می‌شود. هاب‌های اضافی یواس‌بی می‌تواند در طبقات گنجانده شود، درحالی‌که به یک ساختار درختی تا سطوح بالاتر از لایه ۵ منشعب می‌شود.
میزبان یواس‌بی می‌تواند کنترلگرهای میزبان چند تایی داشته و هر کنترلگر میزبانی می‌تواند یک یا پورتهای یواس‌بی بیشتری را تأمین کند. با دستگاه‌های دارای هاب می‌توان به کنترل‌کننده منفرد میزبانی متصل شد. دستگاه‌های یواس‌بی به سری‌های هاب متصل می‌شوند. در آنجا همیشه یک هاب شناخته شده به عنوان هاب ریشه‌ای وجود دارد که درون کنترل‌کننده هاست ساخته می‌شود. هاب‌های اشتراکی که کامپیوترهای چند گانه را برای دسترسی به همان دستگاه‌های جانبی مجاز می‌شمرند نیز وجود داشته و با تعویض دسترسی میان PCها چه به صورت اتوماتیک و چه به صورت دستی کار می‌کند که در محیط‌های اداری کوچک مردم پسندهستند. در اصطلاحات شبکه‌ای، آن‌ها به جای شعبه‌های واگرا همگرا هستند.
دستگاه یواس‌بی نیز می‌تواند شامل چندین دستگاه جانبی باشد که به عنوان وظایف دستگاه مورد اشاره قرار می‌گیرد. یک دستگاه منفرد می‌تواند تعدادی وظایف را ارائه نماید. به عنوان مثال webcam (دستگاه ویدئو) با میکروفون کار گذاشته (دستگاه صوتی).

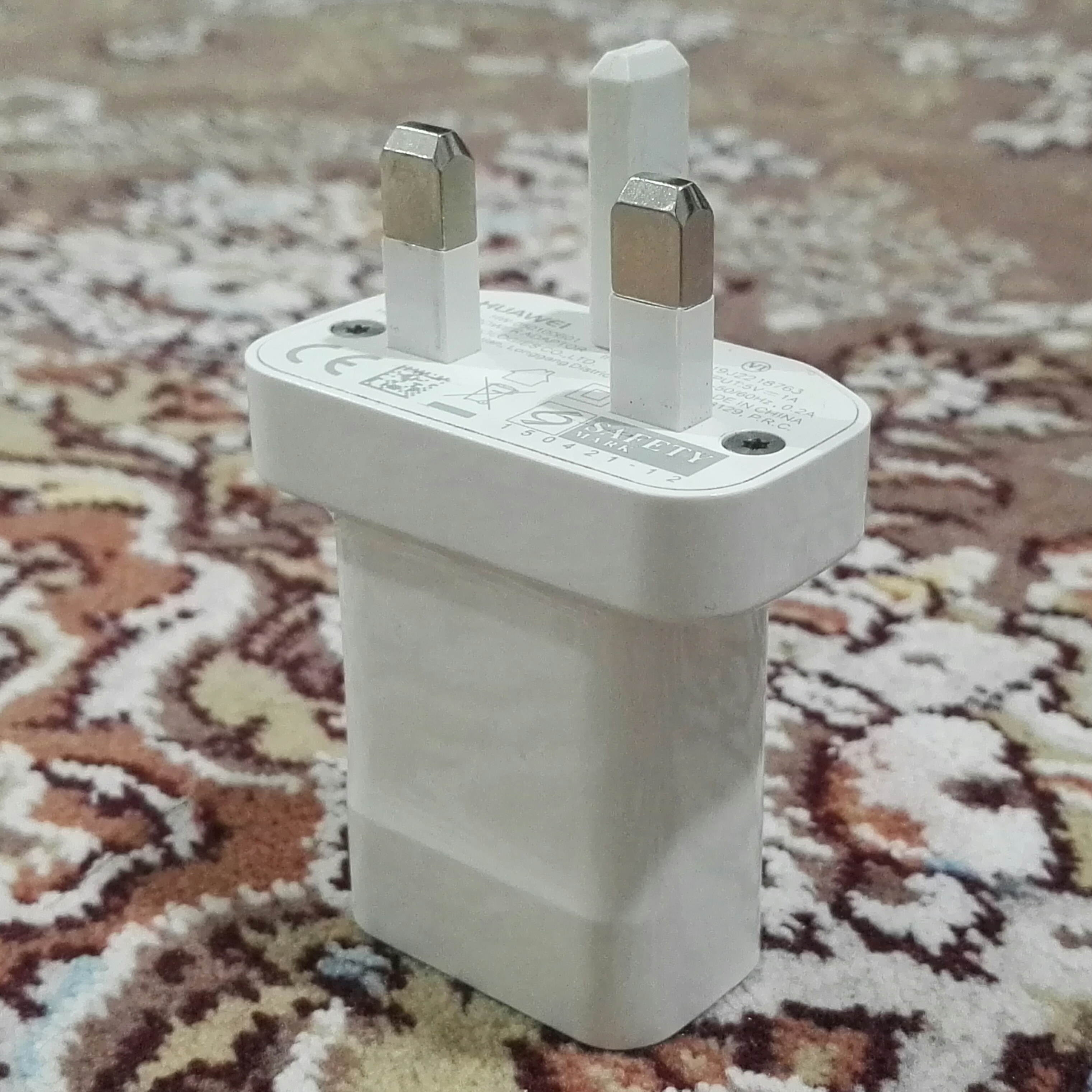
شارژر یو اس بی هواوی مدل HW-050100B01

نقاط پایانی یواس‌بی در واقع در دستگاه متصل شده مقیم می‌شوند، کانال‌های میزبان به صورت میله‌هایی مورد استفاده قرار می‌گیرند. ارتباط دستگاه یواس‌بی بر اساس میله‌ها (کانال‌های منطقی) می‌باشند. میله‌ها اتصالاتی از کنترل‌کننده میزبانی به دستگاهی که یک نقطه پایانی نامیده می‌شود هستند. اصطلاح نقطه پایانی گهگاهی به‌طور نادرست به میله اشاره می‌کند. یک دستگاه یواس‌بی تا ۳۲ میله فعال، ۱۶ تا در کنترل‌کننده و ۱۶ تا خارج از کنترل‌کننده می‌تواند داشته باشند. هر نقطه پایانی می‌تواند اطلاعات در تنها یک مسیر، یا درون دستگاه یا خارج از دستگاه انتقال دهد، در نتیجه هر میله‌ای تک مسیری می‌باشد. نقاط پایانی به رابط‌هایی گروه‌بندی می‌شوند و هر رابطی با یک دستگاه منفرد همراه می‌شود. یک استثنا در این رابطه نقطه پایانی صفر می‌باشد که برای پیکر بندی دستگاه استفاده می‌شود و با هیچ رابطی همراه نمی‌شود.
زمانی که یواس‌بی در ابتدا به میزبان یواس‌بی متصل می‌شود، پروسه شمارشی دستگاه یواس‌بی شروع می‌شود. این شمارشگر با استفاده از ارسال یک سیگنال ری ست به یواس‌بی شروع می‌شود. سرعت یواس‌بی در طی سیگنال دادن ری ست تعیین می‌شود. بعد از ری ست کردن، اطلاعات یواس‌بی از طریق میزبان خوانده شده، سپس دستگاه تعیین می‌شود. بعد از ری ست کردن، اطلاعات یواس‌بی از طریق خوانده شده، سپس دستگاه به یک آدرس ۷ بیتی منسوب می‌شود. اگر این دستگاه توسط هاست ساپورت شود، درایورهای دستگاه برای ارتباط با دستگاهی که لود می‌شوند ساپورت می‌شود و دستگاه در یک وضعیت پیکر بندی شده قرار می‌گیرد. اگر میزبان یواس‌بی دوباره استارت شود، پروسه شمارشی برای تمامی دستگاه‌های متصل شده تکرار می‌شوند.
کنترلگر میزبان جریان ترافیکی را به دستگاها هدایت می‌کند، در نتیجه هیچ یواس‌بی نمی‌تواند هیچ اطلاعاتی به باس بدون درخواست روشنی از کنترل‌کننده هاست متصل کند در یواس‌بی۲٫۰ کنترل‌کننده میزبان باس را برای ترافیک معمولاً در سبک Round-Robin نمونه برداری می‌کند.

### USB 3.1
دهمین نسخه در سال ۲۰۱۳ با سرعت ۱۰ گیگابیت بر ثانیه ارائه شد.

سرعت این نسخه ۲ برابر نسخه قبلی بود.

### USB 3.2
یازدهمین نسخه در سال ۲۰۱۷ با سرعت ۲۰ گیگابیت بر ثانیه ارائه شد.

سرعت این نسخه ۲ برابر نسخه قبلی بود.

### USB4
- دوازدهمین نسخه در سال ۲۰۱۹ با سرعت ۴۰ گیگابیت (5 گیگابایت) بر ثانیه ارائه شد.
- در این ارتباط، دستگاه‌های متصل شده می‌توانند خدماتی را از میزبان درخواست کنند.
- سرعت این نسخه ۲ برابر نسخه قبلی است.

نماد USB4

## انتقال اطلاعات در یواس‌بی (همه‌گذر)

### سیگنالینگ همه‌گذر
یواس‌بی از پنج نرخ مختلف در انتقال داده استفاده کند:
- سرعت کم[۷] (نسخه ۱) با حداکثر نرخ انتقال ۱٫۵ مگابیت در ثانیه معادل ۱۸۷٫۵ کیلوبایت در ثانیه
- سرعت بالا[۸] (نسخه ۱٫۱) با حداکثر نرخ انتقال ۱۲ مگابیت در ثانیه معادل ۱٫۵ مگابایت در ثانیه
- سرعت خیلی بالا[۹] (نسخه ۲) با حداکثر نرخ انتقال ۴۸۰ مگابیت در ثانیه معادل ۶۰ مگابایت در ثانیه
- سرعت فوق‌العاده[۱۰] (نسخه ۳) با حداکثر نرخ انتقال ۴٫۸ گیگابیت در ثانیه معادل ۶۰۰ مگابایت در ثانیه
- سرعت فرا فوق‌العاده (نسخه ۳٫۱) با حداکثر نرخ انتقال ۱۰ گیگابیت در ثانیه معادل ۱٫۲۵ گیگابایت بر ثانیه

### باس عمومی سری
USB دارای امکان اتصال بسیاری از وسایل جانبی با استفاده از سوکت رابط تکی استاندارد و توسعه قابلیت‌های پلاگ اند پلی می‌باشد، این امکان با اتصال و قطع بدون نیاز به راه اندازی مجدد کامپیوتر یا خاموش نمودن کامپیوتر همراه می‌باشد.
دیگر ویژگی‌های آن شامل امکان متصل نمودن لوازم کم مصرف، با حذف نیاز در تأمین توان خارجی و با ممکن ساختن بسیاری از وسایل در مورد استفاده قرارگرفتن بدون نیاز به دیسک خوان‌های (درایو) خاص در اتصال مورد استفاده قرار می‌گیرد.
یواس‌بی برای جایگزینی نمودن انواع متنوعی از پرتهای سریالی و موازی منظور می‌شود. یواس‌بی می‌تواند لوازم جانبی کامپیوتر همانند، موس، صفحه کلید، PDA، پدهای بازی، دسته بازی‌های کامپیوتری، اسکنرها، دوربین‌های دیجیتالی، پرینتها، مدیا پلیرها، دیسک خوان‌های فلش و دیسک خوان‌های سخت‌افزاری خارجی را متصل کند. برای بسیاری از دیگر وسایل، یواس‌بی متود اتصال استاندارد شده‌است. یواس‌بی و کنسول‌های بازی‌های ویدوئی به عنوان یک کابل قدرتی میان یک دستگاه و آداپتور AC که به پریز دیوار به هنگام شارژ شدن متصل می‌شود مورد استفاده قرار می‌گیرد. از سال ۲۰۰۸، دو میلیون دستگاه یواس‌بی در هر سال فروخته می‌شود و تقریباً ۶میلیون تا تاریخ (۱) فروخته شده‌است.

### اطلاعات تجربی
سیگنال‌ها ی یواس‌بی به یک کابل اطلاعاتی تاب خورده با مقاومت ظاهری ۹۰Ώ±۱۵٪ و برچسب‌های +D و –D منتقل می‌شوند. این دو برچسب در مجموع از سیگنال متفاوت پروتکل کابل یکسو در مقابله با اثرات نویز الکترو مغناطیسی در خطوط طویل تر استفاده می‌کند. سیگنال‌های انتقال یافته ۰٫۰–۰٫۳ V.H برای ولتاژهای پایین و ۳٫۶ – ۲٫۸ در ولتاژ بالا حداکثر سرعت (FS) و حالت‌های کم سرعت (LS) و MV۱۰ – ۱۰ – برای سرعت پایین و MV ۴۴۰ – ۳۶۰ برای بالا در حالت سرعت بالا (HS) می‌باشند. در حالت FS سیم‌های کابل خاتمه نمی‌یابند ولی حالت HS پایان ۴۵Ώ را در زمین یا Ώ۹۰ تفاوت در منطبق کردن داده‌های مقاومت ظاهری دارد.

### بسته‌های کوچک یواس‌بی
ارتباطات از پاکت‌های D شکل می‌گیرد. از ابتدا، تمامی پاکت‌ها از هاست و از طریق هاب ریشه‌ای و احتمالاً هاب‌های بیشتر به دیگر دستگاه‌ها فرستاده می‌شوند. بعضی از این پاکت‌ها دستگاهی را برای ارسال تعدادی از پاکت‌ها در پاسخ دادن هدایت می‌کند.
بعد از آنکه سینک (هماهنگی) فوق شرح داده شد، تمامی پاکت‌ها از بایتهای ۸ بیتی ساخته می‌شوند و در ابتدا کم‌اهمیت‌ترین بیت انتقال می‌یابد. اولین بایت یک شاخص بسته کوچک بایت (PID) می‌باشد. PDI در واقع ۴ بیت می‌باشد، بایت شامل ۴ بیت PID می‌شود که با تکمیل بیت گونه آن تکمیل می‌شود.
این ازدیاد به آشکار شدن خطاها کمک می‌کند. (همچنین توجه کنید که یک بایت PID شامل حداکثر چهار یک بیتی متوالی می‌شود) و بنابراین نیاز به پر کردن بیت نمی‌شود حتی زمانی که با آخرین یک بیتی در بایت سینکی ترکیب شود. با این وجود، بایت PID بیرونی با سه یک بیتی متوالی خاتمه می‌یابد، بنابراین اگر آدرس یواس‌بی با سه یک بیتی شروع شود، پر کردن بیت، مورد نیاز خواهد بود. بسته‌های کوچک در نوع اساسی و هر کدام با فرمت و CRC متفاوت ظاهر می‌شوند.
بست‌های کوچک Handshake(دست دهی) شامل چیزی جز یک بیت PID نمی‌شوند و به‌طور کلی در پاسخ به بسته‌های اطلاعاتی فرستاده می‌شوند. این سه نوع اساسی از قرار زیر هستند:ACK که معین می‌کند که اطلاعات با موفقیت دریافت شده، NAK که مشخص می‌کند که اطلاعات در همان زمان نمی‌تواند دریافت شود و بایستی دوباره سعی شود و STALL که مشخص می‌کند که دستگاه دارای خطا بوده و قادر به انتقال اطلاعات برای انجام فعالیت درست (همانند پیاده‌سازی دستگاه) نمی‌شود.
یواس‌بی۲٫۰ دو بسته اضافی دست دهی را اضافه نموده، NYET که مشخص می‌نماید که یک تغییرات بخشی هنوز کامل نبوده ودست دهی ERR برای مشخص کردن اینکه تغییرات دو بخشی انجام شده می‌باشد.
تنها بسته دست دهی که میزبان HSB می‌تواند تولید کند ACK می‌باشد. اگر آماده دریافت اطلاعات نباشد، نبایستی به دستگاه دستورالعمل هیچ اطلاعاتی داده شود.

### پاکتهای نشانه
پاکت‌های نشانه شامل یک بایت PID می‌باشد که از ۱۱ بیت آدرس و۵ بیت CRC تبعیت می‌کنند. نشانه تنها از طریق میزبان و نه از طریق دستگاه ارسال می‌شوند. نشانه‌های IN و OUT شامل یک تعداد دستگاه ۷ بیتی و تعداد عملکرد ۴ بیتی (برای دستگاه‌های چند کاره) می‌شوند و به دستگاه برای انتقال پاکت‌های DATA x دستور داده یا پاکت هایDATAx. زیر را به ترتیب دریافت می‌کند.
در نشانه‌های IN پاسخی از دستگاه انتظار می‌رود. این پاسخ می‌تواند یک NAK یا STALL یا DATAx باشد. در حالت آخر، میزبان یک دست دهیACK را اگر مناسب شد صادر می‌کند.
نشانه out فوراً از طریق چارچوب پیگیری می‌شود. این دستگاه با NAK , ACF یا STALL پاسخ می‌دهد.
SETUP بسیار شبیه به نشانه OUT عمل می‌کند ولی برای راه اندازی اولیه دستگاه به کار می‌رود. در هر یک هزارم ثانیه، میزبان نشانه SOF خاص را که شامل یک تعداد چارچوب افزایشی ۱۱ بیتی به جای آدرس می‌شود انتقال می‌دهد. این نشانه برای هم‌زمان کردن جریان داده‌های کانال منظم استفاده می‌شود. یواس‌بی ۲٫۰ پر سرعت شامل نشانه‌های ۷ نسخه‌ای اضافه‌ای در هر چارچوب می‌شوند که هر کدام یک میکروفرم ۱۲۵ μS را معرفی می‌کند. به یواس‌بی ۲٫۰ یک نشانه PING اضافه شده که چنانچه آماده دریافت یک جفت پاکت OUT / DATA باشد، دستگاه را مطالبه می‌کند. این دستگاه با NAK , ACK یا STAK در صورت لازم پاسخ می‌دهد. چنانچه دستگاه بشناسند که تنها با NAK پاسخ داده خواهد شد باعث جلوگیری از نیاز به ارسال DATA می‌شود.
به یواس‌بی ۲٫۰ نیز نشانه بزرگتر SPIT را با یک تعداد هاب ۷ بیتی، ۱۲ بیت از فلگ‌های کنترلی و۵بیت CRC اضافه شده‌است.
این یواس‌بی برای انجام تغییرات دو بخشی استفاده می‌شود. به جای بستن مسیر یواس‌بی سرعت بالا در ارسال اطلاعات به دستگاه یواس‌بی کندتر، نزدیک‌ترین هاب مستعد سرعت بالا نشانه SPLIT متعاقب را از طریق یک یا دو پاکت یواس‌بی در سرعت بالا دریافت می‌کند، انتقال اطلاعات را حداکثر سرعت یا پایین‌ترین سرعت انجام می‌دهد. جزئیات آن پیچیده می‌باشد به ویژگی‌های یواس‌بی بنگرید.

### پاکت‌های داده
دو پاکت اساسی اطلاعاتی وجود دارد. DATA0 , DATA1. هر دو شامل یک فیلد PID DATAx,، با یتهای ۰ – ۱۰۲۳ از لود اطلاعات (تا ۱۰۲۴ در سرعت بالا حداکثر ۸ در سرعت پایین) و CRC ۱۶ ۱۶ بیتی می‌شود. آن‌ها بایستی همیشه توسط یک نشانه آدرس در اولویت قرار گیرند و معمولاً از طریق یک نشانه دست دهی که از دریافت‌کننده به فرستنده برمی گردد پیروی می‌کنند. این دو نوع پاکت تعداد یک بیتی ترتیبی مورد نیاز توسط ARQ STOP – and – wait را فراهم می‌کنند. اگر هاست یواس‌بی پاسخی (همانند یک ACK) برای داده‌های دریافت نکند منتقل می‌شود. یواس‌بی نمی‌داند که اگر داده‌ها دریافت شود یا نشود می‌تواند در انتقال از دست رود یا می‌تواند دریافت شود ولی پاسخ دست دهی از دست رفته‌است.
برای حل این مشکل، دستگاه شیاری از نوع پاکت DATAx را حفظ می‌کند؛ که تأیید شده ولی به عنوان یک دو نسخه‌ای نادیده انگاشته می‌شود. تنها پاکت DATAx در واقع از نوع مخالف دریافت می‌شود.
اگر یک دستگاه با پاکت SETUP ری ست شود، یک پاکت DATAO دیگر انتظار می‌رود. در یواس‌بی۲٫۰، انواع DATA2 و MDATA نیز اضافه شده‌است. این پاکت‌ها تنها از طریق دستگاه‌های سرعت بالا انتقال کانال‌های منظم با پهنای باند بالا را که نیاز به انتقال بیشتر از ۱۰۲۴ بایت در هر ۱۲۵ میکرو فرم را دارد انجام می‌دهد.

### پاکت PRE
دستگاهای سرعت پایین با میزان خاصی از PID, PRE ساپورت می‌شوند.
این شروع پاکت سرعت پایین را نشان می‌دهد که از طریق هابهایی که معمولاً پاکتهای حداکثر سرعت را به دستگاه‌های سرعت پایین نمی‌فرستند استفاده می‌شود. از آنجا که تمامی بایتهای PID شامل ۴ بیت صفر می‌شوند، مسیر را در حالت حداکثر سرعتی K ترک می‌کنند که درست همانند حالت کم سرعت J می‌باشد و از طریق یک توقف کوتاه درطی زمانی‌که هاب‌ها خروجی‌های کم سرعتشان را قادر می‌سازند دنبال می‌شود. درحالی‌که در حالت Jمانده سپس یک پاکت کم سرعت با شروع یک سینک ترتیبی و بایت PIDو پایان گرفتن دوره کوتاه SEOدنبال می‌شود. دستگاهای سرعت بالا به جز هاب‌ها می‌توانند به سادگی پاکت PRE و محتویات کم سرعت آن را تا زمانی که آخرین SEO به پاکت جدید می‌پردازد نادیده گیرند.

## تحلیل گرهای پروتکل یواس‌بی
در نتیجه پیچیدگی‌های پروتکل یواس‌بی، تحلیل گرهای پروتکل یواس‌بی، ابزار گرانبهایی برای توسعه دهندگان یواس‌بی هستند. تحلیل گرهای یواس‌بی قادر به ضبط داده‌ها در یواس‌بی و اطلاعات از حالت‌های گذرگاه سطح پایین به پاکتهای داده‌های سطح بالا بوده و اطلاعات سطح کلاسی را نمایش می‌دهند.
Interfaceرابط
Receplacle: نهنخ
Plug: دو شاخه
Cables: کابلها
Ns: غیر استاندارد، به منظورهای خاص و نه در هدایت یواس‌بی – IF وجود دارند. به علاوه اسمبل‌های کابل نیز کابلی با Micro – A و نهنج Standard – A مطابق با خصوصیات یواس‌بی می‌باشند. دیگر ترکیبات اتصال دهنده‌ها سازگار نبوده هر چند، بعضی دستگاه‌ها و کابل‌های قدیمی تر با متصل‌کننده Mini – A از طریق یواس‌بی-IF تأیید می‌شود، اتصال دهنده Mini –A رد شده و هیچ تأییدیه جدی برای اسمبل‌ها به منظور استفاده از اتصال دهنده Mini – A مجاز نخواهد بود.

## حداکثر فاصله مفید
حداکثر طول کابل یواس‌بی ۱٫۱ ۳ متر (فوت ۹٫۸) می‌باشد. حداکثر طول کابل یواس‌بی ۲٫۲ ۵ متر (۱۶ فوت) می‌باشد. حداکثر هاب‌های متصل به سری‌ها ۵ بوده و حداکثر دستگاه‌های متصل در کل ۱۲۷ می‌باشد.
اگر چه یک کابل تکی محدود به ۵ متر می‌شود، یواس‌بی۲٫۰ به بیش از ۵ هاب یواس‌بی در یک زنجیر طولانی کابل‌ها و هاب‌ها اختیار می‌دهد.
در استفاده واقعی، از آنجا که بعضی دستگاه‌های یواس‌بی کابل‌های توکار برای اتصال به هاب دارند، حداکثر فاصله قابل تفریق ۲۵ متر (۸۲ فوت) به علاوه طول کابل دستگاه می‌باشد. در طول‌های بیشتر، عیب‌یاب‌های یواس‌بی از کابل CAT۵ استفاده می‌کنند همانند آن‌هایی که با Lindy electronicها می‌توانند فاصله میان یواس‌بی را تا بیش از ۵ متر (۱۶۰ فوت) افزایش دهند.
یواس‌بی ۳٫۰ طول‌های اسمبل کابل تعریف شده‌ای ندارند، جز طولی که بتواند با هر اندازه‌ای تمامی شرایط تعریف شده در این ویژگی را برآورده کند. هر چند شرکت electronic design. com تخمین زد که آن کابل‌ها تا طول ۳ متر در حداکثر سرعت محدود می‌شوند.

## استانداردهای مرتبط با یواس بی

نشان‌واره یواس‌بی بی‌سیم

یواس بی بیسیم یک افزونهٔ بیسیم بر روی استاندارد یواس بی می‌باشد که تلفیقی از سرعت و امنیت شبکه‌های سیمی و سهولت استفاده از شبکه‌های بیسیم را فراهم می‌آورد. پشتیبانی یواس بی بیسیم از ارتباطات پرسرعت با استفاده از بستر فوقِ پهن‌باند مشترک رادیویی که توسط اتحادیهٔ WiMedia توسعه یافته میسر می‌شود. میزان بازدهی این پروتکل بیسیم در فاصلهٔ ۳ متر تا ۴۸۰ میلیون بیت در ثانیه و در فاصلهٔ ۱۰ متر تا ۱۱۰ میلیون بیت در ثانیه برآورد شده‌است.